# Начальник штабу

Прапор начальника штабу армії США

Нача́льник шта́бу — посадова особа, офіцер або генерал, який безпосередньо відповідає за роботу основного органу управління військами (силами) — штабу — в бойовій обстановці (воєнний час) та здійснює керівництво його навчанням, вихованням і повсякденною діяльністю в мирний час. Начальники штабів у збройних силах всіх держав, як правило, знаходяться в ланках від батальйону (дивізіону) і вище.
Начальник штабу, як правило, є перший заступник командира (командувача) й несе персональну відповідальність за:
- підтримку постійної бойової і мобілізаційної готовності військ (сил) і органів управління;
- планування бойових дій (операції), вивчення і обробку даних обстановки, які необхідні для прийняття рішення командиром (командувачем);
- організацію підготовки і забезпечення бойових дій;
- забезпечення надійного зв'язку з підлеглими і військами (силами), що взаємодіють;
- безперервну роботу пунктів управління, їх переміщення, охорону і оборону.